# 国鉄タキ5450形貨車

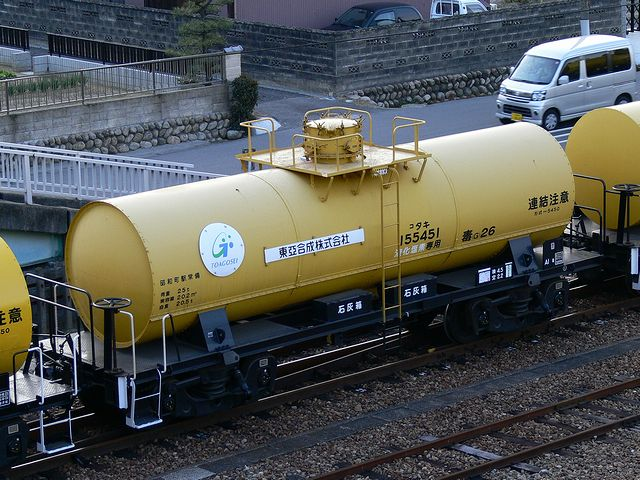
タキ5450形、^{コ}タキ155451
2006年3月14日、塩浜駅

国鉄タキ5450形貨車（こくてつタキ5450がたかしゃ）は、1964年（昭和39年）から1994年（平成6年）まで製造された、日本国有鉄道、後に日本貨物鉄道に車籍を有する、液化塩素専用の25 t積タンク車（私有貨車）である。通称「黄タキ」。
本形式の元となった車両であるタキ5400形、本形式を改造した液化塩化ビニル専用車であるタム9300形についても本項目で解説する。

## 構造
タンク体はマンホール弁式ドーム付き直円筒形。塗装は、高圧ガス保安法の区別規定により黄色（黄1号）塗装である。
また輸送の際の保安上、中和剤の入った石灰箱が設置されている。
鉄道連絡船による航送用の車両は、取卸口の密閉化・中和剤として液状カセイソーダ箱が追加設置されている。この対策がなされた車両には「航送用」の標記がなされる。

## 形式・形態別詳説

### タキ5400形
液化塩素専用タンク車として初の25t積車として登場した。1957年（昭和32年）3月26日から1965年（昭和40年）4月30日にかけて三菱重工業・富士車輌・日本車輌製造で15両（コタキ5400 - コタキ5414）が製作された。記号番号表記は特殊標記符号「コ」（全長 12 m 以下）を前置し「コタキ」と標記する。1979年（昭和54年）10月からは化成品分類番号「毒(G)26」（毒性の物質、高圧ガス、高圧ガス、毒性のあるもの）が標記された。タンク材質はボイラー鋼板を用いる。
台車は当初、平軸受・板ばね式のベッテンドルフ台車であるTR41Cであったが、後に一部の車両を除いて平軸受・コイルばね式のTR41Dに改造されている。タンク体は三菱重工業製と富士車輌製は車体長をタム2300形に合わせたため、太めのものに対し、日本車輌製造製はタンク径をタム2300形に合わせたため、細長いものとなっている。
1987年（昭和62年）4月の国鉄分割民営化時には6両の車籍がJR貨物に継承されたが、1991年（平成3年）12月に最後まで在籍した2両（コタキ5406、コタキ5407）が廃車となり同時に形式消滅となった。

### タキ5450形
1964年4月11日から1994年11月25日にかけて三菱重工業・富士車輌・日本車輌製造・富士重工業・川崎重工業・日立製作所で総数697両（コタキ25454 - コタキ25458を二重カウント）が製作された。番号は、次のとおり。
- コタキ5450 - コタキ5499
- コタキ25450 - コタキ25474, コタキ25476 - コタキ25499（コタキ25475は改造編入車）
- コタキ55450 - コタキ55499
- コタキ65450 - コタキ65499
- コタキ75450 - コタキ75499
- コタキ85450 - コタキ85499
- コタキ95450 - コタキ95499
- コタキ105450 - コタキ105499
- コタキ115450 - コタキ115499
- コタキ125450 - コタキ125499
- コタキ135450 - コタキ135499
- コタキ145450 - コタキ145499
- コタキ155450 - コタキ155499
- コタキ165450 - コタキ165491

タンク体は既に製造されていた同じ25t積液化塩素専用のタキ5400形で使用されたボイラー鋼板から高張力鋼に変更されたため、新形式となった。そのため、自重が減って荷重増も計画されたが、結局は25t積のままとなった。
台車は当初TR41Cを採用したが、後にTR41Dに変更され、TR41Cの車両もTR41Dに改造されている。コタキ95453 - コタキ105471は走行性能改善のためコロ軸受・コイルばね式のTR211B、コタキ105472以降は改良型のTR216Bを採用するが、一部の車両は他車から流用したTR211Bを採用する車両もある。
ブレーキ装置は円ハンドル式とサイド式の2種類がある。
所有者は、次のとおり。
旭化成工業、呉羽化学工業、三菱商事、三菱製紙、三菱製紙販売、日本陸運産業、保土谷化学工業、錦商事、日栄薬品興業、日本曹達、関西化成品輸送、旭硝子、東ソー、東亞合成、ソーダニッカ、東北東ソー化学、昭和電工、トクヤマ、北海道曹達、ダイソー、伊藤忠商事、蔵町工業、大成化学薬品、日本石油輸送、旭電化工業
1987年4月の国鉄分割民営化時には485両の車籍がJR貨物に継承されJR化後も1994年まで製作されたが、老朽化や輸送体系の変化（タンクコンテナの普及）により廃車が進み、2011年（平成23年）形式消滅。

## 改造
- タキ5400形からタキ5450形への改造

1969年（昭和44年）7月9日、タキ5400形1両（コタキ5405）が富士車輌でタンク体を高張力鋼製のものに交換する改造を行い、タキ5450形へ編入のうえ、コタキ25475に改番された。
- タキ5450形からタム9300形への改造、復元

1969年、日本ゼオンの塩化ビニルプラントで事故が発生した。これにより、復旧まで塩化ビニルを他社から輸送することになったが、塩化ビニルの原料である液化塩素輸送に使用されていたタキ5450形のうち、コタキ25454 - コタキ25458の5両を一時的に転用することになった。
改造に際しては、液化塩素の中和剤が入っている石灰箱は液化塩化ビニルの輸送時は不要となるので、一時的に撤去され1969年2月10日に落成した。また、積荷である液化塩化ビニルの容器は規定により灰色（ねずみ色1号）に塗装された。その他は、改造前後ともに高圧ガスタンク車として使用されたため、特に変化は見られない。
その後、日本ゼオンの塩化ビニルプラントが復旧したことにより、1969年8月9日に5両（タム9300 - タム9304）すべて液化塩素専用車に再改造され、僅か半年足らずで形式消滅した。その際、車号も原車号に戻されている。